# Elena Lehmann
Elena Lehmann es una extenista argentina que llegó a ser la número uno de Argentina en 1951 y estuvo entre las mejores diez de su país en 1944, 1946, 1948, 1949, 1950, 1951 y 1952.
Fue subcampeona en individuales del Campeonato del Río de la Plata en su edición de 1951, tras perder la final ante Felisa Piédrola de Zappa por 9-7 y 7-5.
Fue, a su vez, quíntuple finalista en la modalidad de dobles femenino del mismo torneo y ganó cuatro de las cinco finales:
- En 1945, junto a Zulema Garrasino, perdieron ante Felisa Piédrola de Zappa y Denise Rutherford de Zappa por 6-3 y 6-0.[3]
- En 1950, junto a Gertrude de Easton, vencieron a Felisa Piédrola de Zappa y Sonia Topalián por 6-4, 3-6 y 7-5.[3]
- En 1958, junto a Nora B. de Somoza, vencieron a Graciela Lombardi y Mabel Bove por 6-1 y 6-2.[3]
- En 1959, junto a Norma Baylon, vencieron a Graciela Lombardi y Mabel Bove por 7-5 y 8-6.[3]
- En 1961, junto a Graciela Lombardi, vencieron a Norma Baylon y Felisa Piédrola de Zappa por 11-9, 5-7 y 6-1.[3]

En dobles mixtos del mismo torneo, fue tres veces finalista y ganó la final en una de esas oportunidades:
- En 1951, junto a Ernesto della Paolera, perdieron ante Nora B. de Somoza y Salvador Soriano por 6-4 y 9-7.[3]
- En 1953, junto a Ernesto della Paolera, vencieron a Felisa Piédrola de Zappa y Augusto Zappa por 11-9, 5-7 y 6-1.[3]
- En 1957, junto a Ítalo Giacobino, perdieron ante Nora B. de Somoza y Alejo Russell por 6-4 y 6-2.[3]